# Omrides
Pour un article plus général, voir Royaume d'Israël.
Les Omrides sont une dynastie qui a régné sur le royaume d'Israël de 885 à 841 av. J.-C. environ.
Le roi Omri est le fondateur du royaume d'Israël, royaume centralisé dans lequel les anciennes cités-États et les chefferies des hautes terres se trouvent administrées dans une capitale unique, Samarie, que fonde Omri. La dynastie des Omrides se poursuit avec Achab, fils d'Omri. 
Selon les données de l'archéologie, l'organisation du royaume d'Israel en cités-États dans les vallées et en chefferies autonomes sur les hautes terres, telle qu'elle est décrite en détail dans les lettres d'Amarna, continue d’exister. Sous les règnes de David et de Salomon, nulle trace de l'existence d'un royaume centralisé avec Jérusalem comme capitale n'a été trouvée: si l'existence du roi David est bien attestée en tant que fondateur de la « maison de David », dynastie différente de la « maison d'Omri », on sait que le nom même de Salomon n'apparaît nulle part dans les royaumes voisins et que la taille de Jérusalem, petit village de montagne, n'est pas compatible avec celle de la capitale d'un grand royaume. On ne peut donc considérer le récit biblique, à cette époque, comme une source archéologique fiable ni considérer les dates qu'il indique comme historiquement établies. 
La première trace archéologique de l'existence d'un état centralisé est constituée par le royaume d'Israël, que fonde le Roi Omri. Ce sont les royaumes voisins, Aram, Moab et Assyrie, qui nous fournissent des sources historiques par leurs archives et par trois stèles : la stèle de Tel Dan, la stèle de Mésha et l'Obélisque noir. La stèle de Tel Dan mentionne qu'Achab est roi d'Israël. La stèle de Mésha mentionne qu'Omri et Achab ont tous deux régné. L'Obélisque noir nous prouve que l'armée d'Achab figure parmi les plus puissantes de la région. Enfin, les archives assyriennes, en mentionnant la maison d'Omri, attestent que c'est effectivement le roi Omri qui fonde la dynastie. On sait ainsi, par l'archéologie et indépendamment du récit biblique, qu'Omri fonde la ville de Samarie, sa capitale, que son fils Achab lui succède et que la dynastie des Omrides règne de 884 à 842 av. J.-C..

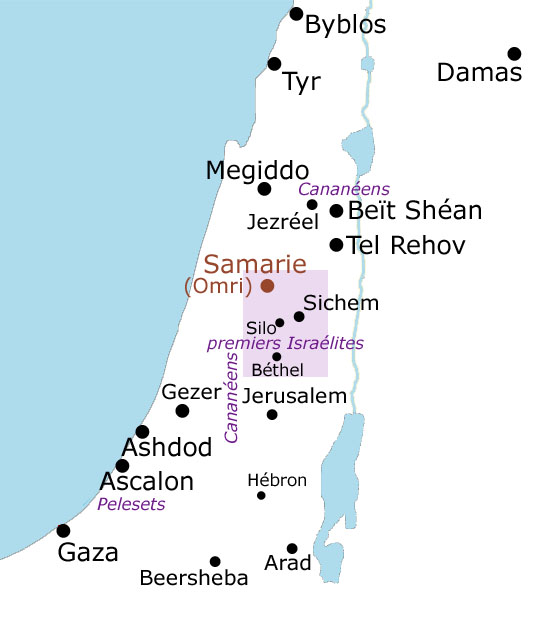
Premiers Israélites (hautes terres), Cananéens (vallées), Pelesets (côte)

Les Omrides règnent désormais, non plus sur une chefferie ou une cité-État, mais sur un territoire qui déborde très largement les hautes terres et les vallées centrales, s'approchant de Damas et incluant le Jourdain ainsi qu'une partie de Moab. Le palais omride de Samarie, en pierre parfaitement taillée, fait près de (2 500 mètres carrés). Deux grands palais omrides en pierre taillée, également, ont été mis au jour à Megiddo. L'attribution aux Omrides de ces palais est établie par des datations au moyen d'un style spécifique de poteries, par des marques laissées par des tailleurs de pierres, qui sont leur signature, communes aux trois palais, et par des datations au carbone 14.
Sous les Omrides, le royaume d'Israël se développe considérablement, les modes de production s'industrialisent (les jarres dans lesquelles l'huile d'olive et le vin sont commercialisés ont désormais une taille standardisée), l'alphabétisation se répand (ces jarres portent des indications de provenance, destinées à être lues, le nombre d'ostraca retrouvés augmente rapidement) et une administration centralisée est en place (Samarie est un centre administratif important). Elle gère une population composite dont une partie est de culture israélite (d'origine nomade sédentarisés sur les hautes terres) et une partie de culture cananéenne (d'origine citadine). La population du royaume d'Israël sera estimée à 350 000 habitants vers -800.
À l'époque des Omrides, Jérusalem n'est encore qu'un petit village de montagne sans fonction administrative, sans ostraca, sans jarres standardisées. L'absence d'ostraca montre qu'on n'écrit pas à Jérusalem à l'époque des Omrides : contrairement aux archives assyriennes et aux trois stèles, le récit biblique sur Omri et Achab n'est pas un document écrit à leur époque. La population totale du royaume de Juda sera estimée à 35 000 habitants vers -800. Le développement du royaume de Juda (fonction administrative, ostraca, jarres standardisées) ne démarrera qu'à la chute du royaume d'Israël, mais il sera alors foudroyant.
Les armées d’Hazaël, roi d'Aram-Damas mettent fin à la domination de ces puissants chefs militaires que sont les Omrides, comme à celle des Philistins (destruction de Gath).